# Conwy County Borough
Conwy County Borough (walisisk: Bwrdeistref Sirol Conwy) er et grevskabsdistrikt i North West Wales. Der grænser op til Gwynedd mod vest og syd, og til Denbighshire mod øst. Blandt områdets store byer er Llandudno, Llandudno Junction, Llanrwst, Betws-y-Coed, Conwy, Colwyn Bay, Abergele, Penmaenmawr og Llanfairfechan. I 2017 havde Conwy County Borough et befolkningstal på 118.184.
53°08′26″N 3°46′14″V / 53.140555555556°N 3.7705555555556°V